# 레안드루 마샤두
레안드루 마샤두(포르투갈어: Leandro Machado, 1976년 3월 22일 ~ )는 브라질 산투아마루다임페라트리스 출신의 전 축구 선수이다. 2005년부터 2007년까지 K-리그의 울산 현대 호랑이에서 활약하였으며, K-리그에서 활동할 당시에는 마차도라는 이름으로 활약하였다.

## 축구인 경력

### 클럽 경력
1994년 브라질 세리에 A의 SC 인테르나시오나우에서 프로 생활을 시작하였고, 좋은 활약을 보인 뒤 1996년 스페인 프리메라리가의 발렌시아 CF로 이적하였다. 하지만 별다른 인상을 남기지 못하며 16경기 출전에 그쳤고, 시즌이 끝난 뒤 스포르팅 CP로 임대 이적하였다. 스포르팅 CP에서 그는 27경기에 출전하였지만 완전 이적에 실패하였고, 시즌이 끝난 뒤 스페인으로 복귀하였다. 1998년 CD 테네리페로 이적하였지만, 단 3경기 출전에 그치는 최악의 부진을 보이게 되었다.
그 뒤 1999년 호마리우와 호흡을 맞출 공격수로 브라질 세리에 A의 CR 플라멩구로 이적하여 브라질 무대로 복귀하였지만, 얼마 후 호마리우가 CR 바스쿠 다 가마로 이적하게 되었다. 이후 2001년 SC 인테르나시오나우로 임대 이적하였고, 시즌이 끝난 뒤 복귀하였다. 그 뒤 우크라이나, 포르투갈, 멕시코의 여러 클럽들을 전전하였고, 2004년 산투스 FC로 이적하여 브라질 세리에 A 우승을 맛보았다.
이후 올림피아 아순시온을 거쳐, 2005년 임대가 만료된 카르로스를 대신할 선수로 K-리그의 울산 현대 호랑이로 이적하였다. 그는 데뷔 첫 해 가공할만한 골 결정력을 선보이며 뛰어난 활약을 펼치며 2005년 K-리그 우승의 주역이 되었고, K-리그 베스트 11에 선정되었으며, 이천수, 박주영과 K-리그 MVP를 경쟁하였고, 챔피언 결정전에서 3골을 넣은 것을 포함하여 17경기에서 13골을 넣으며 박주영을 제치고 K-리그 득점왕에 올랐다. 이러한 인상적인 활약으로 인하여, 2005년 11월, 마차도는 울산 현대 호랑이와 2년 재계약에 합의하였다.
하지만 2006년에 들어 여러 이유로 골침묵에 빠지며 심각한 부진을 보이게 되었고, 2006년 9월 9일 부산 아이파크와의 경기에서 22경기만에 시즌 첫 골을 넣게 되었다. 하지만 이후에 다시 골침묵에 빠졌고, 17경기 1골으로 시즌을 마치게 되었다. 2007년에는 부상으로 인하여 부진한 활약을 보여 주전 경쟁에 실패하였고, 8월 19일 성남 일화 천마와의 원정 경기에서 시즌 첫 골을 넣은 뒤 9월 15일 제주 유나이티드와의 홈 경기에서 시즌 두 번째 골을 넣었다. 하지만 10경기 2골으로 시즌을 마치며 2년 연속 부진한 활약을 보이자, 결국 팀을 떠나게 되었다.
2008년 브라질 세리에 A의 스포르트 헤시피로 이적하여 브라질 무대로 복귀하여, 코파 두 브라질 우승을 맛보았다. 하지만 심각한 무릎 부상을 입게 되었고, 시즌이 끝난 뒤 은퇴를 선언하였다.

### 국가대표 경력
1996년 1월 12일 로스앤젤레스에서 열린 캐나다와의 1996년 CONCACAF 골드컵에서 브라질 국가대표팀에 데뷔하였고, 그 경기에서 A매치 첫 득점을 올렸다. 이후 1996년 1월 21일 로스앤젤레스에서 열린 멕시코와의 1996년 CONCACAF 골드컵 결승전에 출전하여 팀의 준우승에 공헌하였다.

## 플레이 스타일
184cm의 당당한 체격을 자랑하며, 헤딩력과 문전에서의 위치선정 및 골 결정력이 높은 선수로 평가받는다. 노련한 경기 운영으로 큰 게임에 강하다는 점 또한 마차도의 장점 중 하나이다.

## 그 외
2007년 3월 14일 화이트데이 때 열린 포항 스틸러스와의 홈 경기에서 '1일 큐피드' 역할을 맡기도 하였다.
2007년 8월 19일 성남 일화 천마와의 원정 경기에서 1년여만에 시즌 첫 골을 넣은 뒤 흥분하며 상의를 벗는 세레모니를 하다가 경고를 받아 경고누적으로 퇴장당하기도 하였다.

## 기록

### 클럽 경력 기록
마지막 업데이트: 2009년 1월 1일
| 시즌    | 팀                  | 리그       | 등급 | 경기 | 골 |
| ------- | ------------------- | ---------- | ---- | ---- | -- |
| 1994    | SC 인테르나시오나우 | 브라질     | 1    | 10   | 3  |
| 1995    | SC 인테르나시오나우 | 브라질     | 1    | 19   | 8  |
| 1996    | SC 인테르나시오나우 | 브라질     | 1    | 22   | 11 |
| 1996-97 | 발렌시아 CF         | 스페인     | 1    | 16   | 8  |
| 1997-98 | 스포르팅 CP         | 포르투갈   | 1    | 27   | 10 |
| 1998-99 | CD 테네리페         | 스페인     | 1    | 3    | 0  |
| 1999    | CR 플라멩구         | 브라질     | 1    | 13   | 1  |
| 2000    | CR 플라멩구         | 브라질     | 1    | 0    | 0  |
| 2001    | SC 인테르나시오나우 | 브라질     | 1    | 9    | 3  |
| 2002    | CR 플라멩구         | 브라질     | 1    | 0    | 0  |
| 2002-03 | FC 디나모 키예프    | 우크라이나 | 1    | 5    | 2  |
| 2003-04 | CD 산타클라라       | 포르투갈   | 2    |      |    |
| 2004    | 케레타로 FC         | 멕시코     | 1    | 4    | 0  |
| 2004    | 산투스 FC           | 브라질     | 1    | 4    | 0  |
| 2005    | 올림피아 아순시온   | 파라과이   | 1    |      |    |
| 2005    | 울산 현대 호랑이    | 대한민국   | 1    | 17   | 13 |
| 2006    | 울산 현대 호랑이    | 대한민국   | 1    | 26   | 1  |
| 2007    | 울산 현대 호랑이    | 대한민국   | 1    | 9    | 2  |
| 2008    | 스포르트 헤시피     | 브라질     | 1    | 9    | 2  |

### 국가대표팀 득점 기록
마지막 업데이트: 2009년 1월 1일
득점과 결과 리스트는 브라질 축구 국가대표팀의 득점을 먼저 기록하였다.
| # | 일시            | 장소               | 상대 국가 | 득점 | 결과 | 경기 형식              |
| - | --------------- | ------------------ | --------- | ---- | ---- | ---------------------- |
| 1 | 1996년 1월 12일 | 미국, 로스앤젤레스 | 캐나다    | 4-1  | 4-1  | 1996년 CONCACAF 골드컵 |

## 수상

### 클럽

#### 산투스 FC
- 브라질 세리에 A 우승 1회 : 2004년

#### FC 디나모 키예프
- 우크라이나 프리미어리그 우승 1회 : 2002-03 시즌
- 우크라이나 컵 우승 1회 : 2002-03 시즌

#### 울산 현대 호랑이
- K-리그 우승 1회 : 2005년
- K-리그 컵대회 우승 1회 : 2007년
- K-리그 컵대회 준우승 1회 : 2005년
- 대한민국 슈퍼컵 우승 1회 : 2006년
- A3 챔피언스컵 우승 1회 : 2006년

#### 스포르트 헤시피
- 코파 두 브라질 우승 1회 : 2008년

### 개인
- K-리그 득점왕 1회 : 2005년
- K-리그 베스트 11 1회 : 2005년

### 국가대표팀
- 1996년 CONCACAF 골드컵 준우승